# Travis Aaron Wade
Travis Aaron Wade (Los Ángeles, California; 27 de septiembre de 1975) es un exmarine y actor estadounidense, conocido por interpretar a Cole Trenton en la serie Supernatural.

## Biografía
Su madre, Daphne Royle Maddison es de Manchester, Inglaterra; Y su padre, Dennis Wade, es de Rosemead, California. Su familia se mudó más tarde a Glendora, California, donde Travis asistió a Charter Oak High School en Covina. Travis sobresalió en todos los deportes, y finalmente se convirtió en capitán del equipo de fútbol durante su último año en la escuela secundaria.
Después de su graduación de la escuela secundaria, Travis tuvo una experiencia reveladora durante un viaje a Tijuana, México, y se dio cuenta de lo afortunados que era de vivir en su país. Decidió que quería hacer su parte para ayudar; Así que, al regresar, Travis se unió al Cuerpo de Marines de los Estados Unidos. Fue dado de alta honorablemente en 1997.
Al regresar a casa, su madre sugirió que tomar algunas clases de actuación. Así que, después de asistir a unas pocas clases y ver cómo actúa terapéuticamente, Travis decidió volver a la escuela. Asistió a Citrus College y se especializó en derecho penal y teatro.
En 2005, Travis aparecióen La guerra de los mundos, dirigida por Steven Spielberg. Travis fue elegido entre miles de actores entre L.A. y Nueva York para el papel.
Travis consiguió su primer papel principal en 2005, en The Fix. Él interpretó al hijo de un exboxeador (Robert Patrick) que incansablemente impulsa a su hijo para convertirse en el campeón que nunca fue. The Fix fue dirigida por Adam Kane y fue nominada para ganar el mejor drama en el festival de Cortos de L.A. en 2006. Mientras filmaba la escena final del boxeo en la película, un ex campeón del mundo kick-boxer rompió la nariz de Travis y dislocó su dedo. Después de rodar con vendas, Travis tuvo cuatro operaciones lo que le quitó de actuar totalmente en 2006.
En 2007, Travis interpretó a John Hickman en el clásico de culto Pig Hunt. Esto le dio el estatus de estrella de acción que abrió las puertas para tales papeles en The Closer (2009), Mentes criminales (2009), CSI: Crime Scene Investigation (2011), Alcatraz (2012), Rizzoli & Isles (2012), y NCIS: Los Angeles (2012 y 2013).
Después, Travis protagonizó dos películas frente a John Travolta; The Forger (2014), también protagonizada por Christopher Plummer, Tye Sheridan y Abigail Spencer; y en Actividades criminales (2015) dirigida por Jackie Earle Haley. Además, Travis también consiguió un papel recurrente en Supernatural, como Cole Trenton.
También interrpetó al teniente Allison en la película The Last Full Measure, protagonizada por Al Pacino, Sebastian Stan y Samuel L. Jackson.
Su amor por los animales llevó a Travis y sus socios comerciales a iniciar Arm The Animals en 2010. Arm The Animals es una compañía de caridad que dona los porcentajes de ventas para ayudar a los animales que lo necesitan. En 2014, Travis coprodujo Extinction Soup, un documental de sensibilización sobre la disminución de la población de tiburones.
En 2010, Travis saltó a un vehículo volcado que fue envuelto en llamas, salvando la vida de Roz Busch, de 72 años de edad. Travis fue honrado por La Ciudad de Los Ángeles como un "Héroe Local", un Certificado de Apreciación por el Concejo Municipal de los miembros Paul Krekorian, Gil Garcetti Jr., y el exjefe de Jefe de Policía Willie Parks.
Su trabajo filantrópico lo ha llevado alrededor del mundo, enseñando a los niños de Vietnam en los últimos cinco años. También fue el entrenador personal / instructor para los concursantes vietnamitas tanto en el 2010 Miss Vietnam, y el 2008 y 2011 Miss Universo

## Filmografía
| Año         | Título                  | Rol                        | Notas                       |
| ----------- | ----------------------- | -------------------------- | --------------------------- |
| 2017        | The Last Full Measure   | Teniente Tom Allison       |                             |
| 2017        | Living Among Us         | Rick                       |                             |
| 2016        | Blue Jay                | Jack                       |                             |
| 2015        | Criminal Activities     | Agente Santos+-            |                             |
| 2015        | The Hillywood Show      | Bailarín                   | Miniserie                   |
| 2015        | The Condor              | John                       |                             |
| 2014 - 2015 | Supernatural            | Cole Trenton               | (4 episodios, temporada 10) |
| 2014        | El Gran Impostor        | Detective Devlin           |                             |
| 2013        | One Candle, One Man     | Boxeador                   |                             |
| 2013        | Touch                   | Shane Stevens              | 1 episodio                  |
| 2012 - 2013 | NCIS: Los Angeles       | Jefe de la Marina Crawford | (2 episodios)               |
| 2013        | Peter Panzerfaust       | Gilbert                    | (1 episodio, voz)           |
| 2005        | La guerra de los mundos | Soldado                    | Extra                       |